# Меджибізька селищна рада
Меджи́бізька се́лищна ра́да — адміністративно-територіальна одиниця та орган місцевого самоврядування в Летичівському районі Хмельницької області. Адміністративний центр — селище міського типу Меджибіж.

## Загальні відомості
Меджибізька селищна рада утворена в 1944 році.
- Територія ради: 56,92 км²
- Населення ради: 2 889 осіб (станом на 2001 рік)
- Територією ради протікає річка Південний Буг

## Населені пункти
Селищній раді підпорядковані населені пункти:
- смт Меджибіж
- с. Ставниця

## Склад ради
Рада складається з 20 депутатів та голови.
- Голова ради: Демків Михайло Анатолійович
- Секретар ради: Бацевич Валентина Борисівна

### Керівний склад попередніх скликань
| Прізвище, ім'я, по батькові    | Основні відомості                                                                        | Дата обрання | Дата звільнення |
| ------------------------------ | ---------------------------------------------------------------------------------------- | ------------ | --------------- |
| Блонський Микола Олександрович | Селищний голова, 1974 року народження, безпартійний                                      | 26.03.2006   | 13.03.2009      |
| Гуцалюк Тамара Григорівна      | Селищний голова, 1961 року народження, освіта незакінчена вища, член партії Єдиний Центр | 27.08.2009   | 31.10.2010      |
| Гуцалюк Тамара Григорівна      | Селищний голова, 1961 року народження, освіта незакінчена вища, позапартійна             | 31.10.2010   |                 |

Примітка: таблиця складена за даними сайту Верховної Ради України

### Депутати
За результатами місцевих виборів 2010 року депутатами ради стали:

#### За суб'єктами висування
| Суб'єкт висування                       | Кількість обраних депутатів | %  |
| --------------------------------------- | --------------------------- | -- |
| Партія регіонів                         | 9                           | 45 |
| Комуністична партія України             | 5                           | 25 |
| Самовисування                           | 3                           | 15 |
| Політична партія «Українська платформа» | 2                           | 10 |
| Народна партія                          | 1                           | 5  |

#### За округами
| № округу                                | Прізвище, ім'я, по батькові    | Дата визнання обраним | Освіта             | Партійна приналежність            | Відомості про обраного депутата                              |
| --------------------------------------- | ------------------------------ | --------------------- | ------------------ | --------------------------------- | ------------------------------------------------------------ |
| Комуністична партія України             |                                |                       |                    |                                   |                                                              |
| 2                                       | Стецьків Сергій Миколайович    | 01.11.2010            | середня спеціальна | член Комуністичної партії України | КП «Добробут», начальник                                     |
| 3                                       | Щербатов Анатолій Степанович   | 01.11.2010            | вища               | член Комуністичної партії України | тимчасово не працює                                          |
| 7                                       | Коломієць Петро Никифорович    | 01.11.2010            | середня спеціальна | член Комуністичної партії України | тимчасово не працює                                          |
| 10                                      | Бондарчук Олег Олександрович   | 01.11.2010            | вища               | член Комуністичної партії України | тимчасово не працює                                          |
| 18                                      | Чорний Степан Петрович         | 01.11.2010            | середня            | позапартійний                     | Требуховецька лікарня, шофер                                 |
| Народна Партія                          |                                |                       |                    |                                   |                                                              |
| 20                                      | Бородій Михайло Іванович       | 01.11.2010            | середня            | позапартійний                     | ВАТ «Хмельницькрибгосп», рибовод                             |
| Партія регіонів                         |                                |                       |                    |                                   |                                                              |
| 1                                       | Іванишина Валентина Петрівна   | 01.11.2010            | вища               | член Партії регіонів              | Меджибізька загальноосвітня школа, вчитель початкових класів |
| 4                                       | Бацевич Валентина Борисівна    | 01.11.2010            | середня спеціальна | позапартійна                      | Меджибізька селищна рада                                     |
| 5                                       | Нетяга Людмила Василівна       | 01.11.2010            | середня спеціальна | член Партії регіонів              | Меджибізька загальноосвітня школа, бібліотекар               |
| 9                                       | Яцкова Світлана Борисівна      | 01.11.2010            | середня спеціальна | позапартійна                      | Меджибізька селищна рада, головний бухгалтер                 |
| 11                                      | Паламарчук Тетяна Михайлівна   | 01.11.2010            | вища               | позапартійна                      | Меджибізька загальноосвітня школа, вчитель початкових класів |
| 15                                      | Чекін Сергій Володимирович     | 01.11.2010            | вища               | позапартійний                     | Летичівський район електромереж, майстер                     |
| 16                                      | Приймак Володимир Валерійович  | 01.11.2010            | вища               | позапартійний                     | ВАТ «Хмельницькрибгосп», рибовод-селекціонер                 |
| 17                                      | Гончар Людмила Михайлівна      | 01.11.2010            | вища               | позапартійна                      | Меджибізька загальноосвітня школа, вчитель                   |
| 19                                      | Ільчук Валентина Миколаївна    | 01.11.2010            | вища               | позапартійна                      | Меджибізька сільська рада, землевпорядник                    |
| Політична партія «Українська платформа» |                                |                       |                    |                                   |                                                              |
| 13                                      | Рівна Валентина Сергіївна      | 01.11.2010            | вища               | позапартійна                      | Ставницька загальноосвітня школа, вчитель                    |
| 14                                      | Андрущак Світлана Сергіївна    | 01.11.2010            | вища               | позапартійна                      | Ставницька загальноосвітня школа, вчитель                    |
| Самовисування                           |                                |                       |                    |                                   |                                                              |
| 6                                       | Блонський Василь Володимирович | 01.11.2010            | середня спеціальна | позапартійний                     | приватний підприємець                                        |
| 8                                       | Вапельник Світлана Степанівна  | 01.11.2010            | середня            | позапартійна                      | приватний підприємець                                        |
| 12                                      | Нігрей Тетяна Андріївна        | 01.11.2010            | вища               | позапартійна                      | Меджибізька загальноосвітня школа, вчитель                   |